# Volarské šance
Volarské šance jsou zbytky vojenského opevnění z období třicetileté války na trase bývalé prachatické větve Zlaté stezky. Nacházejí se na katastrálním území Volary asi 700 metrů na jihozápad od Soumarského mostu směrem na České Žleby. Okolo prochází trasa NS Zlatá stezka a cyklotrasy 33 a 1024. Od roku 2008 jsou Volarské šance chráněny jako kulturní památka České republiky.

## Historie
Opevnění vzniklo na začátku nebo ještě před první fází třicetileté války, tzv. stavovským povstáním. Na počátku války totiž Zlatá stezka, stejně jako cesta z Fürholzu na Český Krumlov pod Třístoličníkem, sloužila k zásobování císařské armády. Během války se o Volarské šance strhlo několik bojů. První boje se odehrály v zimě na přelomu let 1618 a 1619, kdy stavovská armáda vytlačila císařskou za hranici. V lednu 1619 je Karel Bonaventura Buquoy získal zpět. Dne 18. května je císařští opět ztratili, ale po několika dnech bojů se jim je podařilo získat zpátky. V průběhu tzv. zimní ofenzivy je nechal v prosinci stavovský vojevůdce Petr Arnošt II. Mansfeld obléhat, ale dobýt se mu je nepodařilo a musel se stáhnout k Prachaticích a posléze až k Písku. Díky tomuto úspěchu, ale i díky ovládání dalších šumavských šancí, měla císařská armáda během hlavní ofenzivy v roce 1620 volný průchod horskými soutěskami Šumavy. V létě 1620 šance oblehla stavovská armáda pod velením Mansfelda, Jindřicha Matyáše Thurna a Frencka. Boje začaly 27. července a po dvou dnech se císařská armáda vzdala. Vallonská posádka na tzv. akord mohla odtáhnout a císařští tak ztratili spojení z Podunají do Čech po Zlaté stezce. Stavové však po nějaké době sami šance vyklidili a umožnili tak nepříteli získat zpět kontrolu nad touto cestou a podniknout hlavní útok zakončený bitvou na Bílé hoře. Po skončení první fáze třicetileté války ztratilo opevnění na významu.

## Výzkum
První podrobný popis opevnění a jeho půdorys přinesl archeolog Jiří Fröhlich z Písku. Ačkoliv místo dosud neprošlo podrobným archeologickým průzkumem, objevuje se ve starší literatuře (např. v Soupisu památek historických a uměleckých v politickém okresu Prachatickém z roku 1913) řada nálezů – grafitový hrnec, bronzová dýka, hrot praporu či šavle. Ty se ovšem dnes již nedají ověřit. Na přelomu osmdesátých a devadesátých let 20. století se zde za pomoci detektorů kovů podařilo najít další předměty, dnes většinou uložených v soukromých sbírkách. Jiřímu Fröhlichovi se tyto nálezy podařilo alespoň zakreslit a zachránit jednu podkovu, v současné době uloženou ve sbírkách Jihočeského muzea v Českých Budějovicích.
V roce 1990 se opevněním zabýval P. Meduna, jenž jej interpretoval jako redutu s bastiony. V červenci 1994 na místě provedli archeologové z Prachatického muzea povrchový archeologický výzkum a fotografickou dokumentaci, díky čemuž byly šance následně zaměřeny a topograficky prozkoumány.
Další nálezy, uložené ve sbírkách Prachatického muzea, pocházejí z roku 1993. Jedná se o několik železných předmětů a militária (např. jezdecké ostruhy, třmeny, lícnice, botky pěchotní píky, části mušket, kleště, lamely aj.). Ze šancí pochází jeden z největších a nejvýznamnějších souborů militárií dosud nalezených v českých novověkých vojenských polních opevněních.

## Popis
Jednalo se o redutu čtverhranného půdorysu o rozměrech 41 × 41 metrů, uprostřed níž se nacházela vnitřní plocha (21 × 21 metrů) nad úrovní okolního terénu. Hlavní osa včetně bastionů měřila na délku osmdesát metrů. Z jihozápadního a severovýchodního nároží vybíhaly dělostřelecké bastiony s menšími prohlubněmi, interpretovanými P. Medunou jako muniční sklady. Nejvýraznějším obranným prvkem býval šest metrů široký a až dva metry hluboký obvodový příkop.